# Fraunhofer-Institut für Toxikologie und Experimentelle Medizin
Das Fraunhofer-Institut für Toxikologie und Experimentelle Medizin ITEM, kurz Fraunhofer ITEM, ist ein Institut der Fraunhofer-Gesellschaft. Es hat seinen Sitz in Hannover, seine Aktivitäten sind der angewandten Forschung und Entwicklung in den Fächern Naturwissenschaften und Medizin auf dem Gebiet der Biomedizin, Biotechnologie und Toxikologie zuzuordnen. Ein Schwerpunkt liegt auf der Lungenforschung.

## Geschichte
Die Geschichte des Instituts beginnt Anfang 1981, als das Fraunhofer-Institut für Toxikologie und Aerosolforschung ITA einen Neubau in Hannover in der Nikolai-Fuchs-Straße 1 bezog und mit 40 Mitarbeitenden die Forschungsarbeiten aufnahm. Die Institutsadresse erinnert an den russischen Aerosol-Forscher Nikolai Albertowitsch Fuchs. Bis dahin war das Fraunhofer ITA an den Standorten Grafschaft (Schmallenberg) und Münster angesiedelt. Der Münsteraner Teil zog nach Hannover um. Am Standort Grafschaft wurde zunächst das Fraunhofer-Institut für Umweltchemie und Ökotoxologie IUCT als Nachfolgeinstitut gebildet, heute ist dies ein Teil des Fraunhofer-Instituts für Molekularbiologie und Angewandte Oekologie IME.
Noch befand sich das Institutsgebäude an der Nikolai-Fuchs-Straße auf einer grünen Wiese. Erst im Laufe der folgenden Jahre entwickelte sich das Gelände darum herum zum Medical Park, ein High-Tech-Zentrum für die Biowissenschaften. Die ersten Forschungsarbeiten galten den gesundheitlichen, insbesondere den Lungentumor verursachenden, Wirkungen von Dieselruß. Zum Laborgebäude in Hannover gehört ein speziell für inhalationstoxikologische Forschung ausgerüstetes Tierhaus.
Im Jahr 1996 wurden die Bereiche mechanistische und molekulare Toxikologie, moderne medizinische Biotechnologie und klinische Forschung aufgebaut. Die Namensänderung in „Fraunhofer-Institut für Toxikologie und Experimentelle Medizin ITEM“ erfolgte im Jahr 2003.
2006 wurde die Fraunhofer-Projektgruppe „Personalisierte Tumortherapie“ an der Universität Regensburg eingerichtet, die 2017 ein eigener Bereich des Fraunhofer ITEM wurde.
Seit Januar 2008 ist die „Pharmazeutische Biotechnologie“ ein Bereich des Fraunhofer ITEM mit Standort in Braunschweig. Diese Arbeitsgruppe war zuvor Teil des Helmholtz-Zentrums für Infektionsforschung (HZI). Im Juli 2025 gab das Institut bekannt, dass der Standort Braunschweig zum 28. Februar 2026 aufgrund finanzieller Probleme geschlossen wird.
Im Jahr 2014 entstand in Zusammenarbeit mit der Medizinischen Hochschule Hannover (MHH) und dem HZI das Clinical Research Center Hannover (CRC Hannover), ein klinisches Forschungszentrum, in dem der Bereich „Klinische Atemwegsforschung“ des Instituts angesiedelt ist.

## Forschung und Entwicklung
Die Institutsschwerpunkte werden thematisch in drei Geschäftsbereiche verteilt:
- Arzneimittelentwicklung
  - Entwicklung und Herstellung biopharmazeutischer Wirkstoffe
  - Präklinische Prüfung
  - Klinische Studien
- Chemikaliensicherheit
- Translationale Medizintechnik

Im Mittelpunkt der Forschungsarbeit des Fraunhofer ITEM steht die Forschung für die Gesundheit des Menschen, sowohl unter präventivmedizinischen Gesichtspunkten als auch im Hinblick auf die Entwicklung diagnostischer Methoden und innovativer Therapiekonzepte. Zudem werden Ersatzmethoden für Tierversuche entwickelt.
Das Spektrum der Forschungs- und Entwicklungsaktivitäten des Fraunhofer ITEM umfasst thematisch die sieben folgenden Kompetenzen:
- Lungenforschung
- Toxikologie
- Tumorforschung
- Medizin- und Pharmatechnologie
- Bioinformatik und KI
- Immunologie und Infektionsforschung
- RNA-Technologien

## Kooperationen
Das Institut ist Mitglied im Fraunhofer-Verbund Gesundheit. In diesem Verbund sind die biologischen, biomedizinischen, pharmakologischen und toxikologischen Kompetenzen von sechs Fraunhofer-Instituten gebündelt.
Im Fraunhofer Cluster of Excellence Immune-Mediated Diseases CIMD forscht das Fraunhofer ITEM zusammen mit weiteren im Life-Science-Bereich tätigen Fraunhofer-Instituten an individualisierten Therapien für Immunerkrankungen.
Im universitären Bereich bestehen Kooperationen mit der Medizinischen Hochschule Hannover, der Stiftung Tierärztliche Hochschule Hannover, der Technischen Universität Braunschweig und der Universität Regensburg.

## Infrastruktur
Ende 2022 waren am Institut 463 Personen beschäftigt.
Der Betriebshaushalt lag im Geschäftsjahr 2022 bei 38 Millionen Euro, rund 67 % davon kamen aus selbst erwirtschafteten Mitteln. Der Anteil der Industrieerträge am Betriebshaushalt betrug 38 %.